# Der Tagesspiegel
Der Tagesspiegel er en tysk avis, der blev grundlagt 27. september 1945. Avisen udkommer i 135.664 eksemplarer. Politisk betragtes den som klassisk liberal. Den har sin hovedredaktion i bydelen Schöneberg i Berlin. Som den eneste avis i Berlin har den øget sit oplag siden genforeningen. Chefredaktører er Pierre Gerckens, Giovanni di Lorenzo og Hermann Rudolph.
I mere end 45 år var avisen ejet af en uafhængig fond. I de tidligere 1990'ere blev den købt af Georg von Holtzbrinck Publishing Group, der også udgiver Die Zeit. Størstedelen af læserne er i den vestlige del af Berlin. I 1948 blev udgivelsen i Østberlin og Brandenburg bremset af en blokade.
Der Tagesspiegel er for nylig blev redesignet, og blev i 2005 hædret som Verdens bedst designede avis af Society for News Design i New York. 